# صناعة الدانتيل في كرواتيا
صناعة الدانتيل في كرواتيا ((بالكرواتية: Čipkarstvo u Hrvatskoj)‏) هي تقليد يعود إلى عصر النهضة عندما بدأت صناعة الدانتيل في الانتشار في جميع أنحاء البحر الأبيض المتوسط وأوروبا القارية. على مر السنين، أصبح الدانتيل الكرواتي معروفًا بأنماطه وتصميماته الفريدة. في عام 2009، اعترفت اليونسكو بصناعة الدانتيل في كرواتيا كتراث ثقافي لامادي للإنسانية.
في الوقت الحالي في كرواتيا، هناك عدة مراكز لتقليد صناعة الدانتيل، ومن بين أبرزها مدن باغ وهفار الساحليتين على البحر الأدرياتيكي، ومدينة شمالية هي ليبوغلافا، وقرية سفيتا ماريا في مقاطعة ميديمورجي.

## دانتيل بارج: دانتيل الإبرة
دانتيل بارج هو مصنوع بواسطة إبرة ويتكون من زخارف على شكل شبكة العنكبوت والعديد من الزخارف الهندسية. المنتج النهائي صلب للغاية، وعلى عكس الأربطة الكرواتية الأخرى، يمكن غسله.
لا يزال يتم صنع دانتيل في باغ اليوم بالطريقة التقليدية منذ قرون، وتم فتح مدرسة للحفاظ على تقاليد صناعة الدانتيل.

### ليبوغلافا: دانتيل المكوك

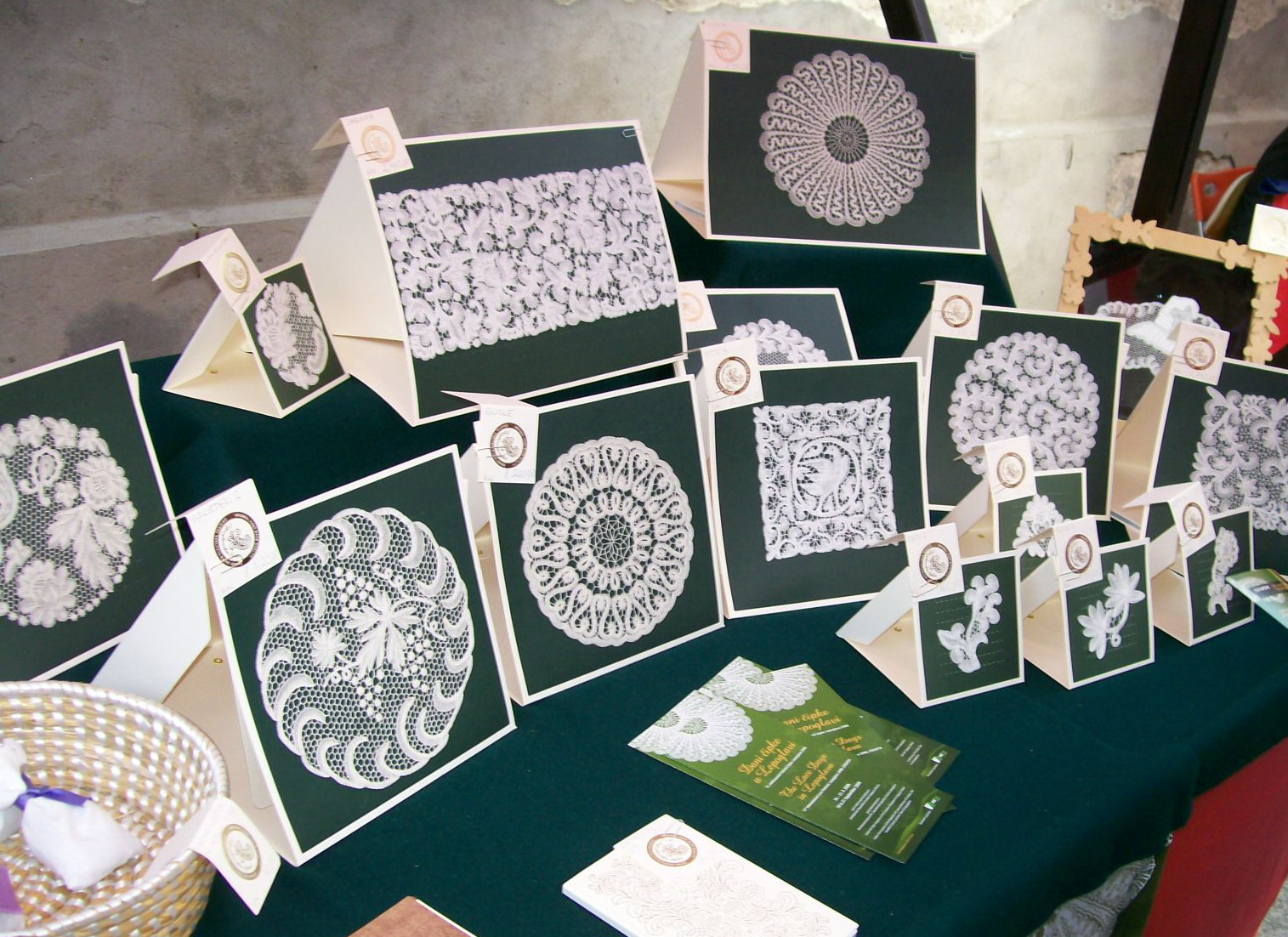
دانتيل من ليبوغلافا

دانتيل ليبوغلافا هو دانتيل مصنوع بشكل متقن، ويتكون هيكله من مزيج من الزخارف والأنماط الهندسية والزهرية والحيوانية المنمقة. يتم استخدام خيط من الكتان أو القطن، دائمًا باللون الأبيض، ويأتي بأشكال وأحجام مختلفة.
بدأت صناعة الدانتيل في ليبوغلافا الإنتاج في أواخر القرن التاسع عشر، ووصلت إلى "العصر الذهبي" بين الحروب العالميتين. خلال هذا الوقت، حقق الدانتيل العديد من الانتصارات في المسابقات في المعارض الدولية: في باريس عام 1937، فاز بالميدالية الذهبية، وبعد عامين فاز بالميدالية البرونزية في برلين. كانت هذه الفترة من الازدهار الكبير لدانتيل ليبوغلافا.
يُقام مهرجان الدانتيل الدولي في ليبوغلافا كل عام في سبتمبر تكريمًا لثقافة صناعة الدانتيل في المدينة.

### هفار: دانتيل الصبار
دانتيل هفار فريد في جمع الخيط من أوراق الصبار لنباتات الصبار التي تنمو على الجزيرة. يتم قطف الأوراق في وقت معين من السنة ثم تتم معالجتها خصيصًا لإنتاج خيط أبيض رفيع.
الراهبات البينديكتين في مدينة هفار هن الوحيدات اللاتي يقمن بصنع دانتيل هفار، الذي يُعرف أيضًا بـ "دانتيل الصبار".

## روابط خارجية
- صناعة الدانتيل في كرواتيا (فيديو) على kultura.hr، مشروع التراث الثقافي الكرواتي، وزارة الثقافة في جمهورية كرواتيا
- صناعة الدانتيل في كرواتيا: اليونسكو

قالب:تراث لامادي في كرواتيا
قالب:أنواع الدانتيل